# Koike Eiko
Eiko Koike (tiếng Nhật: 小池栄子, Koike Eiko sinh ngày 20 tháng 11 năm 1980) là một nữ diễn viên điện ảnh và truyền hình người Nhật Bản.

## Tiểu sử
Eiko Koike nổi tiếng nhờ bộ phim 18+ Be My Slave và Sweet Whip nhưng sau đó cô không còn đóng bất kỳ một phim nào có cùng đề tại. Cô cũng xuất hiện trong nhiều bộ phim truyền hình và điện ảnh lớn nhỏ có thể kể tới như Penanceh, Unforgiven, Vengeance Can Wait, Massan ... Cô từng được giải Nữ diễn viên phụ xuất sắc nhất tại Giải Viện Hàn lâm Nhật Bản nhờ vai diễn xuất xuất sắc trong phim Rebirth.

## Phim

### Phim điện ảnh
- Kamikaze Girls (2004)
- 2LDK (2004)
- Yaji and Kita: The Midnight Pilgrims (2005)
- The Kiss (2007)
- Paco and the Magical Book (2008)
- 20th Century Boys (2009)
- Vengeance Can Wait (2010)
- No Longer Human (2010)
- Rebirth (2011)
- Railways (2011)
- Liar Game: Reborn (2012)
- A Chorus of Angels (2012)
- Unforgiven (2013), Okaji
- April Fools (2015)
- A Living Promise (2016)
- Terraformars (2016)
- To Each His Own (2017)
- Close-Knit (2017), Naomi
- Perfect Revolution (2017)
- Recall (2018)
- Sunny: Our Hearts Beat Together (2018)
- Hit Me Anyone One More Time (2019)
- Poupelle of Chimney Town (2020), Rola (voice)
- A Morning of Farewell (2021)[5]
- Jigoku no Hanazono: Office Royale (2021), Reina Onimaru[6]
- Struggling Man (2021)[7]

### Phim truyền hình
- Bayside Shakedown (1997)
- Ōoku (2005), Oden
- Yoshitsune (2005), Tomoe Gozen
- Penance (2012)
- Legal High (2012-13)
- Zero: Ikkakusenkin Game (2018)
- Ōoku the Final (2019), Gekkō-in
- Ryoma Takeuchi's Filming Break (2020)
- Our Sister's Soulmate (2020), Hinako Ichihara[8]
- The 13 Lords of the Shogun (2022), Hōjō Masako

### Lồng tiếng
- Mulan 2020 vai Tiên Lang (Củng Lợi đóng)[9]

## Giải thưởng
- Giải thưởng Nữ diễn viên chính xuất sắc nhất tại Liên hoan phim Yokohama lần thứ 30 phim The Kiss
- Giải thưởng Nữ diễn viên chính xuất sắc nhất tại Liên hoan phim Takasaki lần thứ 23 phim The Kiss
- Giải thưởng Nữ diễn viên chính xuất sắc nhất tại Giải phê bình phim Nhật Bản lần thứ 18 phim The Kiss
- Giải thưởng Nữ diễn viên chính tại Giải thưởng Điện ảnh Chuyên nghiệp Nhật Bản lần thứ 18 phim The Kiss

- Giải thưởng Nữ diễn viên phụ xuất sắc tại giải thưởng Viện Hàn lâm Nhật Bản lần thứ 35 phim Rebirth
- Giải thưởng Nữ diễn viên phụ xuất sắc tại Giải thưởng của Học viện Kịch nghệ Truyền hình lần thứ 89 phim Sekai Ichi Muzukashii Koi
- Giải thưởng Nữ diễn viên phụ xuất sắc tại Giải thưởng của Học viện Kịch nghệ Truyền hình lần thứ 93 phim Haha ni naru